# Tout Puissant Mazembe 2013
Questa voce raccoglie le informazioni riguardanti il Tout Puissant Mazembe nelle competizioni ufficiali della stagione 2013.

## Rosa
| N. |                         | Ruolo | Calciatore        |
| -- | ----------------------- | ----- | ----------------- |
| 1  | RD del Congo (bandiera) | P     | Muteba Kidiaba    |
| 2  | RD del Congo (bandiera) | D     | Joël Kimwaki      |
| 3  | RD del Congo (bandiera) | D     | Kiritsho Kasusula |
| 4  | RD del Congo (bandiera) | D     | Eric Nkulukuta    |
| 6  | RD del Congo (bandiera) | A     | Déo Kanda A Mukok |
| 5  | Zambia (bandiera)       | D     | Francis Kasonde   |
| 7  | RD del Congo (bandiera) | D     | Hervé Ndonga      |
| 8  | RD del Congo (bandiera) | A     | Trésor Mputu      |
| 9  | Mali (bandiera)         | A     | Cheibane Traore   |
| 10 | Zambia (bandiera)       | A     | Given Singuluma   |
| 11 | Zambia (bandiera)       | A     | Luka Lungu        |
| 15 | Tanzania (bandiera)     | A     | Mbwana Samatta    |
| 17 | Zambia (bandiera)       | D     | Hichani Himoonde  |
| 18 | Zambia (bandiera)       | C     | Rainford Kalaba   |
| 19 | RD del Congo (bandiera) | C     | Trésor Salakiaku  |
| 20 | Ghana (bandiera)        | C     | Solomon Asante    |

| N. |                         | Ruolo | Calciatore            |
| -- | ----------------------- | ----- | --------------------- |
| 21 | RD del Congo (bandiera) | P     | Aime Bakula           |
| 22 | RD del Congo (bandiera) | P     | Matampi Lay           |
| 23 | RD del Congo (bandiera) | C     | Trésor Kayanda        |
| 25 | Uganda (bandiera)       | C     | Patrick Ochan         |
| 26 | RD del Congo (bandiera) | C     | Ngasanya Ilongo       |
| 27 | Ghana (bandiera)        | D     | Richard Kissi Boateng |
| 28 | Tanzania (bandiera)     | A     | Thomas Ulimwengu      |
| 29 | RD del Congo (bandiera) | C     | Yannick Tusilu        |
| 30 | RD del Congo (bandiera) | C     | Guy Lusadisu          |
| 31 | RD del Congo (bandiera) | A     | Eric Bokanga          |
| 32 | RD del Congo (bandiera) | C     | Serge Lofo            |
| 33 | RD del Congo (bandiera) | D     | Patient Mwepu         |
| 34 | RD del Congo (bandiera) | C     | Isaac Kasongo         |
| 35 | RD del Congo (bandiera) | D     | Pamphile Mihayo       |
| 69 | Niger (bandiera)        | A     | Mohamed Abdoulaye     |
|    | RD del Congo (bandiera) | C     | Mulota Kabangu        |

## Risultati

### CAF Champions League

#### Primo Turno
| Arbitro: | Eric Gasinzigwa |

|  |           |             |
|  | Marcatori | 80’ Samatta |

| Arbitro: | Henry Ogunyamodi |

|                                                                |           |  |
| Kalaba 6’, 35’ Mputu 15’ (rig.), 80’ Samatta 75’ Nkulukuta 90’ | Marcatori |  |

#### Secondo Turno
| Arbitro: | Badara Diatta |

|                                      |           |             |
| Okonkwo 2’ Mbesuma 57’, 90+2’ (rig.) | Marcatori | 45’ Kabangu |

| Arbitro: | Bernard Camille |

|              |           |  |
| Kasusula 79’ | Marcatori |  |